# 国民健康保険法
国民健康保険法（こくみんけんこうほけんほう、昭和33年12月27日法律第192号）は、国民健康保険事業の健全な運営を確保し、もって社会保障および国民保健の向上に寄与することに関する日本の法律である。

## 概要
当初は、1938年に昭和13年法律第60号として制定され、健康保険法によって対象から外されていた農民層の救済を目的とした。現行法は、1958年（昭和33年）に国民皆保険制度として全部改正され、1959年（昭和34年）1月に施行された。同年4月に制定された国民年金法による、公的年金の恩恵がなかった農漁業従事者や中小企業や自営業にも年金が支給される国民年金制度と共に、現在の日本の社会保険制度の基本になっている。

## 構成
- 第1章 総則（第1条 - 第4条）
- 第2章 都道府県及び市町村（第5条 - 第12条）
- 第3章 国民健康保険組合
  - 第1節 通則（第13条 - 第22条）
  - 第2節 管理（第23条 - 第31条）
  - 第3節 解散及び合併（第32条 - 第34条）
  - 第4節 雑則（第35条）
- 第4章 保険給付
  - 第1節 療養の給付等（第36条 - 第57条の3）
  - 第2節 その他の給付（第58条）
  - 第3節 保険給付の制限（第59条 - 第63条の2）
  - 第4節 雑則（第64条 - 第68条）
- 第4章の2 広域化等支援方針（第68条の2・第68条の3）
- 第5章 費用の負担（第69条 - 第81条）
- 第6章 保健事業（第82条）
- 第7章 国民健康保険団体連合会（第83条 - 第86条）
- 第8章 診療報酬審査委員会（第87条 - 第90条）
- 第9章 審査請求（第91条 - 第103条）
- 第9章の2 保健事業等に関する援助等（第104条・第105条）
- 第10章 監督（第106条 - 第109条）
- 第11章 雑則（第110条 - 第120条）
- 第12章 罰則（第120条の2 - 第128条）
- 附則